# Barkóczy Gellért
Barkóczy Gellért (Tengőd, 1931. szeptember 22. – 2013. december 13. előtt) magyar gazdálkodó, gépésztechnikus, politikus, országgyűlési képviselő.

## Életpályája
Általános iskolai tanulmányait szülővárosában végezte el. 1945–1949 között édesapja gazdaságában dolgozott. 1949-től a tamási mezőgazdasági szakiskola diákja volt. 1950–1952 között gazdálkodó volt. 1952–1954 között munkaszolgálatos volt Taszáron. 1954–1959 között az állami takarékföldeken gazdálkodott. 1959–1962 között a tabi gépállomáson traktorosként dolgozott. 1960–1962 között elvégezte a Mezőgazdasági Gépszerelő Iskolát. 1962–1965 között szerelőként tevékenykedett. 1965–1990 között a Siófoki Városi Tanács Költségvetési Üzemében dolgozott. 1968–1990 között a javítóműhely művezetője volt. 1971–1976 között Budapesten elvégezte az Autóközlekedési Gépész Technikumot, technikusi oklevelet szerzett. 1990-ben nyugdíjba vonult. 1993-tól ismét gazdálkodással foglalkozott.

### Politikai pályafutása
1945–1949 között, valamint 1988-tól az FKGP tagja volt. 1949–1988 között nem politizált. 1989-től az FKGP siófoki szervezetének elnöke, 1991-től Somogy megyei elnöke volt. 1990–2002 között önkormányzati képviselő volt. 1990-ben és 2002-ben országgyűlési képviselőjelölt volt. 1994–2002 között országgyűlési képviselő (Somogy megye) volt. 1994–1996 között, valamint 1998–2002 között a Költségvetési és pénzügyi bizottság tagja volt. 1996–1998 között a Mezőgazdasági bizottság tagja volt. 2000–2002 között az Önkormányzati és rendészeti bizottság tagja volt. 2001–2002 között az FKGP országos főtitkár-helyettese, 2002–2003 között alelnöke volt. 

## Családja
Szülei: Barkóczy József (1902–1961) és Iván Teréz (1909-?) voltak. 1954–1996 között Koch Sára volt a felesége. Két lányuk született: Teréz (1955) és Katalin (1958).